# Bolesław Dumanowski
Bolesław Ksawery Dumanowski (ur. 24 marca 1927 na Podolu, zm. 25 listopada 2005 w Warszawie) – polski geograf i geomorfolog, profesor nadzwyczajny Uniwersytetu Warszawskiego. 

## Życiorys
Szkołę podstawową i średnią ukończył we Lwowie. Studiował fizykę i matematykę na Politechnice i Uniwersytecie Wrocławskim (tworzących wówczas jedną uczelnię), następnie geografię i geologię na Wydziale Nauk o Ziemi UWr (praca magisterska w 1951). Jeszcze jako student rozpoczął pracę w Katedrze Geografii Fizycznej i z nią związał pierwszych kilkanaście lat pracy naukowej (doktorat w 1958, habilitacja w 1964).
W latach 50. prowadził badania geomorfologiczne w Egipcie, następnie wykładał na wyższych uczelniach w Tanzanii i Libii. W 1965 przeniósł się z Wrocławia do Warszawy. Był wicedyrektorem Instytutu Afrykanistycznego i kierownikiem Pracowni Afrykanistycznej w Katedrze Geografii Regionalnej Świata Uniwersytetu Warszawskiego. W połowie lat 70. objął kierownictwo Zakładu Geografii Regionalnej Instytutu Geograficznego (od 1977 Wydziału Geografii i Studiów Regionalnych), a w latach 1981–1984 był dziekanem tego wydziału. 
Zajmował się geomorfologią (m.in. Sudetów), geografią Afryki, geografią regionalną, problematyką relacji przyroda-człowiek, bio- i georóżnorodnością oraz metodologią badań geograficznych. Interesował się także ewolucją przyrody. 
Na ogólnopolskiej konferencji w 1979 przedstawił oryginalną koncepcję przedmiotu i celu badań geografii regionalnej, polegającą na poszukiwaniu relacji między środowiskiem przyrodniczym a człowiekiem i jego działalnością przy zastosowaniu różnorodnych metod badania tych związków (m.in. metod ilościowych), w różnych skalach. Ogromną wagę przywiązywał do warsztatu naukowego, przez wiele lat prowadził wykłady z metodologii badań geograficznych. Uważał, że celem prowadzonych badań powinno być odkrywanie istniejących prawidłowości, co jest szczególnie istotne w pracach z zakresu geografii regionalnej, której często stawia się zarzut nadmiernej opisowości.
Był m.in. współautorem podręcznika Geografia fizyczna Afryki (1968), ekspertem w teleturnieju „Wielka gra” w Telewizji Polskiej, autorem licznych artykułów w czasopismach specjalistycznych, m.in. w „Miscellanea Geographica”, „Geographia Polonica”, „Czasopismo Geograficzne”.